# 梅东维尔
梅东维尔（法語：Médonville，法語發音：[medɔ̃vil] ⓘ）是法国大東部大區孚日省的一个市镇，属于讷沙托区。

## 地理
梅东维尔（48°13'9"N, 5°43'52"E）面积7.27 平方千米，位于法国大東部大區孚日省，该省份为法国东北部内陆省份，北起默兹省和默尔特-摩泽尔省，西接上马恩省，南至上索恩省和贝尔福地区省，东临上莱茵省和下莱茵省。
与梅东维尔接壤的市镇（或旧市镇、城区）包括：乌特勒梅库尔、穆宗河畔苏洛库尔、安日维尔、让德勒维尔、马兰库尔、于尔维尔。

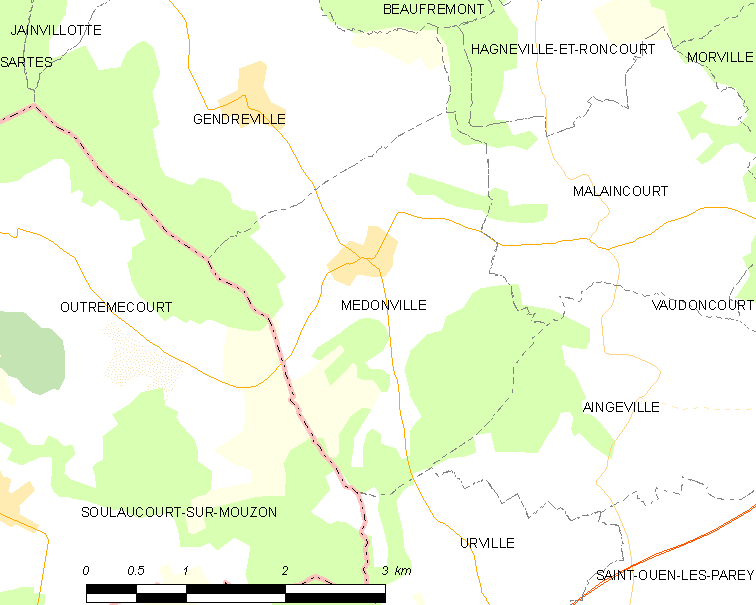
梅东维尔的OSM定位图

梅东维尔的时区为UTC+01:00、UTC+02:00（夏令时）。

## 行政
梅东维尔的邮政编码为88140，INSEE市镇编码为88296。

## 政治
梅东维尔所属的省级选区为维泰勒县。

## 人口

1962-2008年间梅东维尔人口变化图示

梅东维尔于2022年1月1日时的人口数量为54人。